# Municipio de Cannon City
El municipio de Cannon City (en inglés: Cannon City Township) es un municipio ubicado en el condado de Rice en el estado estadounidense de Minnesota. En el año 2010 tenía una población de 1215 habitantes y una densidad poblacional de 15,35 personas por km².

## Geografía
El municipio de Cannon City se encuentra ubicado en las coordenadas 44°20′12″N 93°12′33″O / 44.33667, -93.20917. Según la Oficina del Censo de los Estados Unidos, el municipio tiene una superficie total de 79.14 km², de la cual 78,71 km² corresponden a tierra firme y (0,54 %) 0,43 km² es agua.

## Demografía
Según el censo de 2010, había 1215 personas residiendo en el municipio de Cannon City. La densidad de población era de 15,35 hab./km². De los 1215 habitantes, el municipio de Cannon City estaba compuesto por el 98,68 % blancos, el 0,41 % eran amerindios, el 0,41 % eran asiáticos, el 0,33 % eran de otras razas y el 0,16 % eran de una mezcla de razas. Del total de la población el 1,15 % eran hispanos o latinos de cualquier raza.